# 生物反馈
生物回馈（英語：Biofeedback）是指通过一些仪器来测量生理指标，藉此更加了解人們心智想法的運作並且改善他们的一系列方法。例如脑电波、皮肤电传导率、心率和疼痛等等。生物回馈被认为对头痛和偏头痛有疗效。

## 外部連結
- 中的“生物反馈”
- Association for Applied Psychophysiology and Biofeedback (AAPB) （页面存档备份，存于）
- Biofeedback Certification Institute of America (BCIA) （页面存档备份，存于）
- Biofeedback Foundation of Europe (BFE) （页面存档备份，存于）